# 시카우치역
시카우치역(일본어: 鹿討駅)은 일본 홋카이도 소라치 군 나카후라노정에 위치한 홋카이도 여객철도 후라노 선의 철도역이다. 역 번호는 F43이며, 단선 승강장 1면 1선의 구조를 갖춘 지상역이다.

## 역 주변
- 국도 제237호선

## 역사
- 1958년 3월 25일 : 일본국유철도의 역으로서 후라노 역 - 나카후라노 역 간에 가쿠덴 역과 함께 개설. 여객 취급만.
- 1987년 4월 1일 : 일본국유철도 분할 민영화에 의해, 홋카이도 여객철도가 승계.
- 1999년 : 역사 개축.

## 인접 역
| 홋카이도 여객철도       | 홋카이도 여객철도 | 홋카이도 여객철도               |
| ----------------------- | ----------------- | ------------------------------- |
| F 44 가쿠덴 후라노 방면 | 후라노 선         | 나카후라노 F 42 아사히카와 방면 |